# 알바루 7세
알바로 7세(Álvaro VII, 1611년 ~ 1666년 6월 19일)는 17세기 콩고 왕국 마니콩고였다.

## 생애
콩고 왕국 제14대 군왕 겸 로앙고 군주국 제7대 군왕이었던 베르나르두 2세의 서출 차남(庶出 次男)으로 출생한 그는 4세 때 부왕(父王)을 여읜 이후 1619년에 1년 연하녀와 결혼하였지만 줄곧 왕위계승권에서 제외되어 밀려나 있었고 결국 한때 자신의 사저(私邸)에서 한낱 요리사(料理師)로 활약하였지만 어느만큼은 콩고 왕실에서 영향력이 있었던 그는 6촌 서제 아폰수 응콘도(Afonso Nkondo)가 1665년 11월 11일을 기하여 향년 33세로 갑자기 붕어(崩御)하자 콩고 왕국 주류 귀족들의 추대를 받아 당시 54세 나이로 콩고 왕국 제25대 군왕에 보위 등극하였고 그 해 1665년 12월 3일을 기하여 서출 차남 데 음벰바 아 음판주 두 알바로 왕자(De Mvemba a Mpanzu du Álvaro 王子)를 왕태자 책립하였다.

## 사망
그는 콩고 왕국 군왕 보위 등극한 이듬해 1666년 4월 25일을 기하여 갑자기 장결핵이 발병하자 1개월 후 1666년 5월 20일을 기하여 당시 36세의 서차남 데 음벰바 아 음판주 두 알바로 왕태자(De Mvemba a Mpanzu du Álvaro 王太子)에게 군주 보위를 선위하고 퇴위 후 병상에서 와병을 하던 중 결국 1개월이 지난 1666년 6월 19일을 기하여 향년 55세로 훙서(서거)하였다.

## 같이 보기
- 콩고 왕국